# Hypericum olympicum
Espèce
Hypericum olympicum, le Millepertuis du Mont-Olympe, est une espèce de plantes à fleurs de la famille des Hypéricacées. C'est une plante méditerranéenne originaire des Balkans et de Turquie et introduite en Europe de l'Ouest en raison de l'attrait de ses grandes fleurs.